# Людовик IV (граф Шини)
Людовик IV де Шини (фр. Louis IV de Chiny, ум. 1226, Каор) — граф Шини (1189—1226), вероятно последний потомок Карла Великого по прямой мужской линии.
Единственный сын графа Людовика III. Унаследовал графство Шини (располагавшееся на территории современной Бельгии) после смерти отца, скончавшегося в 1189 году в Белграде по пути в Третий крестовый поход. В годы несовершеннолетия наследника графством управляли его мать София и дядя Тьерри де Мелье.
Был женат на Матильде д’Авен, дочери Жака д’Авен и Адель де Гиз. В браке родились три дочери:
- Жанна (1205—1271), графиня де Шини, супруга Арнульфа IV, графа Лоона.
- Агнесса, дама де Живе и д’Абемон.
- Изабелла, супруга Оттона III, сеньора де Тразенье.

Скончался в 1226 году во время Альбигойского крестового похода.
Со смертью Людовика IV вероятно прервалась прямая мужская линия потомков Карла Великого от его второго законнорожденного сына Пипина Итальянского (Гербертины).
Графство Шини унаследовала старшая дочь Людовика IV Жанна. Впоследствии графством владели её потомки графы Лоон.